# Championnat de France féminin de football 2006-2007
Navigation
Édition précédente Édition suivante
La Division 1 2006-2007  est la 33e édition du championnat de France féminin de football. Le premier niveau du championnat féminin oppose douze clubs français en une série de vingt-deux rencontres jouées durant la saison de football. La compétition débute le 2 septembre 2006 et s'achève le 10 juin 2007.
La première place du championnat est qualificative pour la Coupe féminine de l'UEFA alors que les deux dernières places sont synonymes de relégation en Division 2.
Lors de l'exercice précédent, le FCF Condéen et le Stade briochin ont gagné le droit d'évoluer dans cette compétition après avoir respectivement fini premier et deuxième du tournoi final de Division 2.
Le FCF Juvisy, champion en 2006, est quant à lui le représentant français à la Coupe féminine de l'UEFA 2006-2007.
À l'issue de la saison, l'Olympique lyonnais décroche son cinquième titre de champion de France, emmené par son trio d'attaque exceptionnel, Sandrine Brétigny, meilleure buteuse du championnat avec 42 réalisations, Hoda Lattaf, 26 réalisations et Camille Abily, 17 réalisations. Dans le bas du classement, le FCF Condéen et l'US Compiègne sont relégués après respectivement une et deux saisons au plus haut niveau.
| \| Olympique lyonnais Paris SG Montpellier HSC FCF Juvisy FCF Hénin-Beaumont Stade briochin Toulouse FC ASJ Soyaux ESOFV La Roche-sur-Yon FCF Condéen US Compiègne CNFE Clairefontaine \| Localisation des clubs engagés dans le championnat. |
| Olympique lyonnais Paris SG Montpellier HSC FCF Juvisy FCF Hénin-Beaumont Stade briochin Toulouse FC ASJ Soyaux ESOFV La Roche-sur-Yon FCF Condéen US Compiègne CNFE Clairefontaine                                                           |

## Participants
Ce tableau présente les douze équipes qualifiées pour disputer le championnat 2006-2007. On y trouve le nom des clubs, la date de création du club, l'année de la dernière montée au sein de l'élite, leur classement de la saison précédente, le nom des stades ainsi que la capacité de ces derniers.
Légende des couleurs
- Qualifié pour le premier tour de la Coupe féminine de l'UEFA 2006-2007.
- Promu de Division 2.

| Nom du club            | Date de création | Dernière montée | Classement 2005-2006 | Stade                  | Capacité | Victoires en championnat |
| ---------------------- | ---------------- | --------------- | -------------------- | ---------------------- | -------- | ------------------------ |
| FCF Juvisy             | 1971             | 1986            | 1                    | Stade Georges Maquin   | 2 000    | 6                        |
| Montpellier HSC        | -                | 1997            | 2                    | Stade Joseph Blanc     | 1 000    | 2                        |
| Olympique lyonnais     | 1970             | 1978            | 3                    | Plaine de Gerland      | 2 200    | 4                        |
| Toulouse FC            | 1980             | 1994            | 4                    | Stade de la Ramée      | 3 000    | 4                        |
| CNFE Clairefontaine    | 1988             | 2002            | 5                    | Stade Pierre-Pibarot   | -        | /                        |
| ASJ Soyaux             | 1968             | -               | 6                    | Stade Léo Lagrange     | 4 800    | 1                        |
| FCF Hénin-Beaumont     | 1972             | 2003            | 7                    | Stade Raymonde Delabre | 500      | /                        |
| Paris Saint-Germain    | 1971             | 2001            | 8                    | Stade Georges-Lefèvre  | 3 500    | /                        |
| US Compiègne           | 1988             | 2005            | 9                    | Stade de Mercières     | -        | /                        |
| ESOFV La Roche-sur-Yon | 1978             | 2005            | 10                   | Stade de Saint-André   | 1 800    | /                        |
| FCF Condéen            | 1978             | 2006            | D2                   | Stade Robert Gossart   | -        | /                        |
| Stade briochin         | 1973             | 2006            | D2                   | Stade Fred-Aubert      | 13 500   | 1                        |

## Compétition

### Classement
Le classement est calculé avec le barème de points suivant : une victoire vaut quatre points, le match nul deux et la défaite un.
Critères appliqués pour départager en cas d'égalité au classement :
1. classement aux points des matchs joués entre les clubs ex æquo ;
2. différence entre les buts marqués et les buts concédés par chacun d’eux au cours des matchs qui les ont opposés ;
3. différence entre les buts marqués et les buts concédés sur la totalité des matchs joués dans le championnat ;
4. plus grand nombre de buts marqués sur la totalité des matchs joués dans le championnat ;
5. en cas de nouvelle égalité, une rencontre supplémentaire aura lieu sur terrain neutre avec, éventuellement, l’épreuve des tirs au but.

| Rang | Équipe                 | Pts | J  | G  | N | P  | Bp  | Bc | Diff |
| ---- | ---------------------- | --- | -- | -- | - | -- | --- | -- | ---- |
| 1    | Olympique lyonnais     | 83  | 22 | 20 | 1 | 1  | 116 | 9  | +107 |
| 2    | Montpellier HSC CF     | 76  | 22 | 17 | 3 | 2  | 64  | 12 | +52  |
| 3    | FCF Juvisy T           | 75  | 22 | 17 | 2 | 3  | 54  | 18 | +36  |
| 4    | ASJ Soyaux             | 60  | 22 | 11 | 5 | 6  | 30  | 28 | +2   |
| 5    | CNFE Clairefontaine    | 52  | 22 | 9  | 3 | 10 | 43  | 43 | 0    |
| 6    | Stade briochin P       | 49  | 22 | 8  | 3 | 11 | 27  | 47 | -20  |
| 7    | Paris SG               | 48  | 22 | 6  | 8 | 8  | 37  | 33 | +4   |
| 8    | Toulouse FC            | 46  | 22 | 7  | 3 | 12 | 30  | 41 | -11  |
| 9    | ESOFV La Roche-sur-Yon | 41  | 22 | 6  | 1 | 15 | 15  | 51 | -36  |
| 10   | FCF Hénin-Beaumont     | 40  | 22 | 5  | 3 | 14 | 31  | 81 | -50  |
| 11   | US Compiègne           | 38  | 22 | 5  | 1 | 16 | 31  | 71 | -40  |
| 12   | FCF Condéen P          | 35  | 22 | 4  | 1 | 17 | 32  | 76 | -44  |

|  | Qualifié pour la Coupe UEFA 2007-2008 (Premier tour). |
|  | Relégué en Division 2. |
|  | T Tenant du titre. P Promu de Division 2. CF Vainqueur du Challenge de France 2006-2007. Pts points ; G victoires ; N match nuls ; P défaites Bp buts marqués ; Bc buts encaissés ; Diff différence de buts |

Nota :
1. ↑  À la fin de la saison, la Fédération française de football décide de ne plus présenter d'équipe du CNFE Clairefontaine au niveau du football national, libérant ainsi une place dans le championnat.

### Résultats
Source : Championnat de France de D1 2006-2007 - Calendrier, sur statsfootofeminin.fr
| Résultats (▼dom., ►ext.)                                   | Cla | Com  | Con | Hén | Juv | RsY | Lyo | Mon | Par | Bri  | Soy | Tou |
| CNFE Clairefontaine                                        |     | 2-1  | 0-1 | 5-2 | 1-4 | 4-0 | 0-7 | 0-3 | 2-2 | 1-2  | 1-3 | 1-3 |
| US Compiègne                                               | 2-5 |      | 1-4 | 5-2 | 1-3 | 0-0 | 0-8 | 0-5 | 3-0 | 1-0  | 0-1 | 7-1 |
| FCF Condéen                                                | 0-5 | 3-4  |     | 5-1 | 3-5 | 1-0 | 1-8 | 0-4 | 1-1 | 2-5  | 1-4 | 2-4 |
| FCF Hénin-Beaumont                                         | 3-3 | 5-1  | 3-2 |     | 0-4 | 2-3 | 0-9 | 0-4 | 1-1 | 1-0  | 2-3 | 1-7 |
| FCF Juvisy                                                 | 2-0 | 1-0  | 7-1 | 3-0 |     | 5-0 | 1-2 | 0-3 | 1-0 | 2-0  | 0-1 | 2-0 |
| ESOFV La Roche-sur-Yon                                     | 2-3 | 3-2  | 2-0 | 1-0 | 0-2 |     | 0-2 | 0-4 | 1-0 | 2-1  | 0-1 | 0-2 |
| Olympique lyonnais                                         | 1-0 | 11-0 | 7-1 | 6-1 | 0-1 | 7-0 |     | 1-1 | 4-1 | 13-1 | 6-0 | 8-0 |
| Montpellier HSC                                            | 2-0 | 3-1  | 3-0 | 8-0 | 1-2 | 2-0 | 0-3 |     | 1-1 | 5-0  | 2-1 | 0-0 |
| Paris SG                                                   | 0-4 | 3-1  | 4-3 | 8-1 | 2-2 | 7-0 | 1-2 | 1-2 |     | 1-2  | 0-0 | 1-0 |
| Stade briochin                                             | 1-3 | 6-0  | 1-0 | 2-2 | 0-1 | 2-1 | 0-4 | 0-5 | 1-1 |      | 0-0 | 2-0 |
| ASJ Soyaux                                                 | 1-1 | 2-1  | 4-0 | 1-3 | 1-4 | 2-0 | 0-3 | 0-3 | 1-1 | 2-0  |     | 2-0 |
| Toulouse FC                                                | 1-2 | 3-0  | 3-1 | 0-1 | 2-2 | 2-0 | 0-4 | 2-3 | 0-1 | 0-1  | 0-0 |     |
| - Victoire à domicile - Match nul - Victoire à l'extérieur |     |      |     |     |     |     |     |     |     |      |     |     |

## Bilan de la saison
| Championnat de France féminin de football 2006-2007 |                                |
| Champion                                            | Olympique lyonnais (1er titre) |
| Dauphin                                             | Montpellier HSC                |
| Coupes et trophées                                  |                                |
| Vainqueur Challenge de France 2006-2007             | Montpellier HSC                |
| Qualifications continentales                        |                                |
| Coupe UEFA 2007-2008                                | Olympique lyonnais             |
| Promotions et relégations                           |                                |
| Promus en Division 1                                | Évreux AC                      |
| Promus en Division 1                                | RC Saint-Étienne               |
| Promus en Division 1                                | FC Vendenheim                  |
| Relégués en Division 2                              | FCF Condéen                    |
| Relégués en Division 2                              | US Compiègne                   |

## Statistiques
Leader du championnat
Évolution du classement
- Qualifié pour la Coupe féminine de l'UEFA.
- Relégué en Division 2.

| Club                   | 1  | 2  | 3  | 4  | 5  | 6  | 7  | 8  | 9  | 10 | 11 | 12 | 13 | 14 | 15 | 16 | 17 | 18 | 19 | 20 | 21 | 22 |
| ---------------------- | -- | -- | -- | -- | -- | -- | -- | -- | -- | -- | -- | -- | -- | -- | -- | -- | -- | -- | -- | -- | -- | -- |
| FCF Juvisy             | 2  | 1  | 1  | 1  | 3  | 3  | 3  | 3  | 1  | 1  | 1  | 3  | 3  | 3  | 2  | 2  | 2  | 3  | 3  | 3  | 3  | 3  |
| Montpellier HSC        | 6  | 2  | 2  | 2  | 1  | 1  | 1  | 1  | 2  | 3  | 3  | 2  | 2  | 2  | 3  | 3  | 3  | 2  | 2  | 2  | 2  | 2  |
| Olympique lyonnais     | 3  | 5  | 3  | 3  | 2  | 2  | 2  | 2  | 3  | 2  | 2  | 1  | 1  | 1  | 1  | 1  | 1  | 1  | 1  | 1  | 1  | 1  |
| Toulouse FC            | 7  | 3  | 6  | 6  | 9  | 11 | 11 | 11 | 12 | 10 | 10 | 9  | 9  | 9  | 8  | 8  | 8  | 8  | 8  | 8  | 7  | 8  |
| CNFE Clairefontaine    | 8  | 9  | 12 | 8  | 5  | 6  | 7  | 6  | 7  | 8  | 6  | 6  | 6  | 6  | 6  | 6  | 5  | 5  | 5  | 5  | 5  | 5  |
| ASJ Soyaux             | 12 | 12 | 7  | 7  | 6  | 4  | 4  | 5  | 4  | 4  | 4  | 4  | 4  | 4  | 4  | 4  | 4  | 4  | 4  | 4  | 4  | 4  |
| FCF Hénin-Beaumont     | 10 | 10 | 11 | 9  | 10 | 12 | 12 | 12 | 11 | 12 | 12 | 12 | 11 | 11 | 11 | 10 | 11 | 11 | 12 | 11 | 9  | 10 |
| Paris SG               | 11 | 11 | 10 | 12 | 12 | 10 | 10 | 8  | 6  | 6  | 7  | 7  | 7  | 8  | 7  | 7  | 7  | 7  | 7  | 7  | 8  | 7  |
| US Compiègne           | 1  | 4  | 9  | 11 | 8  | 8  | 9  | 10 | 8  | 7  | 8  | 8  | 8  | 7  | 9  | 9  | 9  | 9  | 9  | 9  | 11 | 11 |
| ESOFV La Roche-sur-Yon | 9  | 6  | 8  | 10 | 11 | 9  | 6  | 7  | 9  | 9  | 9  | 10 | 10 | 10 | 10 | 12 | 10 | 10 | 10 | 10 | 10 | 9  |
| FCF Condéen            | 5  | 7  | 4  | 5  | 7  | 7  | 8  | 9  | 10 | 11 | 11 | 11 | 12 | 12 | 12 | 11 | 12 | 12 | 11 | 12 | 12 | 12 |
| Stade briochin         | 4  | 8  | 5  | 4  | 4  | 5  | 5  | 4  | 5  | 5  | 5  | 5  | 5  | 5  | 5  | 5  | 6  | 6  | 6  | 6  | 6  | 6  |

Moyennes de buts marqués par journée
Ce graphique représente le nombre de buts marqués lors de chaque journée. Il est également indiqué la moyenne totale sur la saison qui est de 23,18 buts/journée.
| Cls | Joueuse           | Club                | Buts |
| --- | ----------------- | ------------------- | ---- |
| 1   | Sandrine Brétigny | Olympique lyonnais  | 42   |
| 2   | Hoda Lattaf       | Olympique lyonnais  | 26   |
| 3   | Camille Abily     | Olympique lyonnais  | 17   |
| 4   | Laetitia Tonazzi  | FCF Juvisy          | 16   |
| 5   | Marinette Pichon  | FCF Juvisy          | 15   |
| 5   | Elodie Thomis     | Montpellier HSC     | 15   |
| 7   | Marie-Laure Delie | CNFE Clairefontaine | 14   |
| 8   | Élodie Ramos      | Montpellier HSC     | 13   |
| 9   | Ingrid Boyeldieu  | US Compiègne        | 12   |
| 9   | Pauline Crammer   | FCF Hénin-Beaumont  | 12   |
| 11  | 3 joueuses        | 3 joueuses          | 11   |
| 14  | 1 joueuses        | 1 joueuses          | 10   |
| 15  | 2 joueuses        | 2 joueuses          | 9    |
| 17  | 9 joueuses        | 9 joueuses          | 8    |
| 26  | 5 joueuses        | 5 joueuses          | 7    |
| 31  | 2 joueuses        | 2 joueuses          | 6    |
| 33  | 2 joueuses        | 2 joueuses          | 5    |
| 35  | 6 joueuses        | 6 joueuses          | 4    |
| 41  | 8 joueuses        | 8 joueuses          | 3    |
| 49  | 20 joueuses       | 20 joueuses         | 2    |
| 69  | 45 joueuses       | 45 joueuses         | 1    |

| Cls | Joueuse            | Club               | Passes |
| --- | ------------------ | ------------------ | ------ |
| 1   | Sonia Bompastor    | Olympique lyonnais | 19     |
| 2   | Hoda Lattaf        | Olympique lyonnais | 15     |
| 3   | Ludivine Diguelman | Montpellier HSC    | 10     |
| 4   | Camille Abily      | Olympique lyonnais | 7      |
| 5   | Claire Morel       | ASJ Soyaux         | 6      |
| 5   | Gaëtane Thiney     | US Compiègne       | 6      |
| 7   | Sandrine Brétigny  | Olympique lyonnais | 5      |
| 7   | Shirley Cruz Traña | Olympique lyonnais | 5      |
| 7   | Peggy Provost      | FCF Juvisy         | 5      |
| 7   | Elodie Thomis      | Montpellier HSC    | 5      |
| 11  | 2 joueuses         | 2 joueuses         | 4      |
| 13  | 5 joueuses         | 5 joueuses         | 3      |
| 18  | 17 joueuses        | 17 joueuses        | 2      |
| 35  | 40 joueuses        | 40 joueuses        | 1      |